# Aardappelpuree

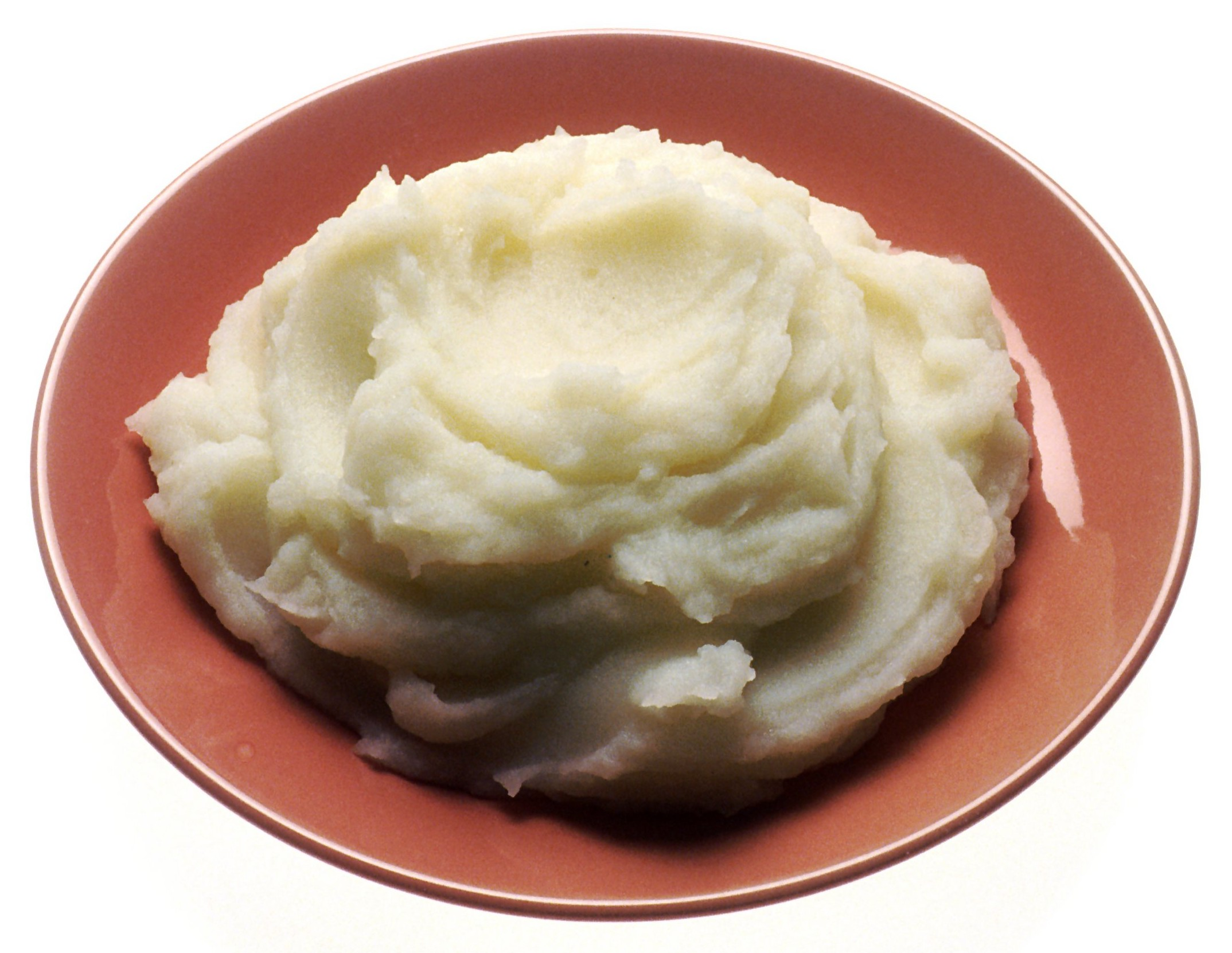
Aardappelpuree

Aardappelpuree is een basisgerecht dat vooral bestaat uit gaargekookte aardappelen. De eerste vermelding van aardappelpuree gaat terug tot de achttiende-eeuwse Franse legerapotheker en agronoom Antoine-Augustin Parmentier. Hij liet legerkoks verschillende manieren uitzoeken om aardappels voor consumptie te bereiden.

## Bereiding
Na het koken worden de aardappelen door een passe-vite of roerzeef gedraaid. Aardappelpuree kan echter ook gestampt worden, waardoor de massa meer elastisch wordt. Wanneer de aardappelen met de mixer fijngemalen worden, zodat celwanden gebroken worden, ontstaat een aardappelmousse die ongeveer dezelfde structuur heeft wanneer puree wordt gemaakt van gedroogde aardappelvlokken.
De andere ingrediënten zijn peper, zout, nootmuskaat, melk, boter (of margarine) en eventueel een ei of een eidooier. Deze worden toegevoegd als de aardappelen zijn gaargekookt, het water is afgegoten en de aardappelen op het vuur kort zijn drooggestoomd. In Duitsland, Nederland, België en Griekenland wordt vaak nootmuskaat toegevoegd, maar in Frankrijk bijvoorbeeld gebeurt dat niet.

## Varianten
Puree kan gebruikt worden als basisbereiding voor andere gerechten:
- De puree kan gegratineerd worden in de oven met bovenop geraspte kaas of broodkruim (chapelure) en/of eventueel een uitgestreken eierdooier, waardoor een krokante korst ontstaat.
- De puree (bereid zonder boter en melk) kan worden verwerkt in aardappelkroketjes, die vervolgens gefrituurd worden.
- De puree (bereid zonder boter en melk) wordt in kleine torentjes gespoten met behulp van een spuitzak, de aardappelrozetjes worden in de oven krokant gebakken. Deze rozetjes worden pommes duchesse genoemd.

Aardappelpuree is de basis voor stamppot of stoemp, een volksgerecht waarbij verschillende soorten gestoofde of gekookte groenten door de puree kunnen worden gemengd.

### Tatjespap, stovers of stampe
Vroeger stond er in Vlaanderen op het vrijdagmenu dikwijls 'tatjespap', 'stover(tje)s' of 'stampe', een pureevariant waar de melk overvloedig door karnemelk wordt vervangen. Het resultaat, dat het midden hield tussen een puree en een pap, werd gegeten met licht gebakken, gekookte of gepocheerde eieren. Dit goedkope gerecht wordt in de eenentwintigste eeuw steeds minder vaak gegeten. In West-Vlaanderen worden stovers beschouwd als streekgerecht.

### Hachis parmentier
Antoine-Augustin Parmentier stond aan de basis van een eenvoudig, populair gerecht in Frankrijk, Hachis Parmentier: een ovenschotel die bestaat uit één of twee lagen aardappelpuree met daaronder of daartussen een vleesbereiding, bijvoorbeeld bolognesesaus.